# Lomographa subspersata
Lomographa subspersata là một loài bướm đêm trong họ Geometridae.